# Victorinus Strigel
Victorinus Strigel (né le 16 ou 26 décembre 1524 à Kaufbeuren, mort le 26 juin 1569 à Heidelberg) est un théologien luthérien allemand.

## Biographie
Viktorin Strigel est le fils du docteur Ivo Strigel. Il fréquente l'université de Fribourg-en-Brisgau et se rend à l'université de Wittenberg en octobre 1542 pour étudier la philosophie et la théologie. Il rejoint alors notamment Philippe Mélanchthon et obtient le diplôme universitaire de magistère en 1544 et donne lui-même des conférences. En raison de la guerre de Smalkalde, il s'enfuit avec Melanchthon d'abord à Magdebourg et se rend à l'université d'Erfurt, où il donne des conférences. D'Erfurt, on lui recommande de se rendre à Iéna, où il participe à la fondation du Gymnasium Academicum et, à partir du 20 mars, donne des conférences sur la philosophie, l'histoire et plus tard sur les  Loci communes rerum theologicarum seu hypotyposes theologicae de Mélanchthon.
Il poursuit sa carrière universitaire en tant que professeur et recteur de l'université d'Iéna. Il préconise la création de lois universitaires. Strigel enseigne aux étudiants du couvent dominicain abandonné d'Iéna, dans les locaux duquel le "Collegium Jenense" est fondé. Avec la nomination de Matthias Flacius en 1557, Strigel est pris dans un conflit entre les Gnésio-luthériens orthodoxes et les Philippistes, la direction la plus médiatrice des partisans de Melanchthon. En 1559, il est même arrêté et suspendu de ses fonctions à cause de ses opinions théologiques. En 1562, il vient à l'université de Leipzig en tant que professeur puis à Wittenberg et enfin en 1567 à l'université de Heidelberg, où il se serait converti au calvinisme.
Victorinus Strigel est mis à l’Index librorum prohibitorum dans les éditions de 1559 et 1564.